# Guerssen
Guerssen és una discogràfica lleidatana fundada el 1996 que es dedica a la reedició de discs de psicodèlia, folk o garage i que ha esdevingut un referent mundial en les reedicions en format vinil. També és l'organitzadora del festival MUD, el festival de Músiques Disperses de Lleida, un referent internacional en aquesta especialitat. S'han realitzat 8 edicions del MUD (2014). En l'edició de 2014 van participar músics com Seward i Cuzo o Kabus Kerim, Robyn Hitchcock o Aswin Batish.